# 長谷川正三
長谷川 正三（はせがわ しょうぞう、1914年2月23日 - 1984年8月7日）は、日本の政治家。日本社会党衆議院議員（6期）。

## 経歴
東京都出身。豊島師範学校卒。小学校の教諭を務め、都教組委員長、都労連書記長などを歴任する。1963年の第30回衆議院議員総選挙で東京7区から日本社会党公認で立候補して初当選。以来6期務める。1983年の第37回衆議院議員総選挙に出馬せず引退した。翌1984年死去。